# Municipio de McAdoo
El municipio de McAdoo (en inglés, McAdoo Township) es un municipio ubicado en el condado de Barber, Kansas, Estados Unidos. Según el censo de 2020, tiene una población de 16 habitantes.
Abarca una zona exclusivamente rural.

## Geografía
Está ubicado en las coordenadas 37°25′26″N 98°48′54″O / 37.42389, -98.81500. Según la Oficina del Censo de los Estados Unidos, tiene una superficie total de 93.14 km², de la cual 92.81 km² corresponden a tierra firme y (0.36 %) 0.33 km² es agua.

## Demografía
Según el censo de 2020, hay 16 personas residiendo en la zona. La densidad de población es de 0.17 hab./km². La totalidad de los habitantes son blancos. No hay hispanos o latinos viviendo en la región.